# Biturix diversipes
Biturix diversipes là một loài bướm đêm thuộc phân họ Arctiinae, họ Erebidae.